# Os Anjos (dupla musical)
Os Anjos são uma dupla portuguesa de vocalistas de música pop. Foi constituída em 1999 pelos irmãos Sérgio e Nelson Rosado. Os Anjos foram um dos grupos musicais portugueses mais bem-sucedidos do final da década de 1990 e da década de 2000.

## Primeiros anos
Nelson Rosado e Sérgio Rosado, nascidos em 1976 e em 1980 na Margem Sul, desde cedo tiveram o sonho da música, entrando para a Academia da Música aos 7 anos.
O pai de ambos era natural de Aljezur, sendo as férias dos irmãos divididas entre o Alentejo e o Algarve.
Após a entrada na Academia, passaram a atuar essencialmente em bailes e festas populares, sendo conhecidos nesse tempo como os "Irmãos Rosado". Receberam o primeiro cachê quando Nelson tinha 12 anos, e Sérgio 8, no valor de quinze mil escudos, conciliando a atividade artística com a escola e o futebol.
Em 1996, participam no programa Lugar aos Mais Novos, da Rádio Renascença, de onde saem vencedores.
No ano seguinte participam no programa Casa de Artistas, da RTP, obtendo o primeiro lugar no mesmo. Nesse mesmo ano, 1997, entram para o grupo Sétimo Céu, que, apesar de alguns sucessos, acaba por terminar em 1998.

## Carreira como dupla
A dupla foi formada em 1999, por convite de uma produtora nacional, surgindo com uma nova designação, "Anjos", derivada do nome carinhoso que a avó dos dois irmãos, Gilda, lhes chamava em crianças, "anjos".
Nesse ano, é lançado o álbum Ficarei, de onde são extraídos os êxitos "Ficarei" e "Perdoa". No Natal de 1999, é lançada uma nova edição que contém a música natalícia "Nesta Noite Branca", com a cantora Susana.
Em 2001, lançam o álbum Espelho.
O passo seguinte seria gravar o primeiro DVD de carreira no palco de Corroios, que deu origem ao álbum Tour Viver.
Em 2005, e depois de uma pausa dos discos, lançam o álbum Alma, do qual faz parte o êxito "A Vida faz-me Bem".
Em 2007, e a convite de Teresa Guilherme, gravam o genérico da telenovela Vingança, da SIC, e, posteriormente os restantes 9 temas desta novela, dando origem ao álbum Vingança. Na sequência desta parceria de sucesso, foram convidados pelo canal a fazerem parte do painel de jurados do programa Família Superstar (2007).
2009 é o ano em que lançam o álbum Virar A Página, onde contam com a colaboração de Serginho Moah, cantor da banda brasileira Papas da Língua,  tema que dá nome ao álbum "Virar a Página".
Em 2011, repetem o papel de jurados, desta vez no talent show A Voz de Portugal, a primeira versão do The Voice Portugal.
Em 2012 gravam o álbum Anjos Acústico.
Em 2017 lançaram o álbum Longe.
No ano seguinte, em 2018, lançaram um novo single, intitulado "Eterno".
Em outubro de 2018, os dois irmãos Rosado foram nomeados Embaixadores do Alentejo, num evento organizado pela entidade regional Turismo do Alentejo.
Em 2019, a dupla celebrou oficialmente os vinte anos de carreira com a Tour 20 anos, iniciada a 23 de março no Coliseu do Porto.
A dupla foi cabeça de cartaz em setembro de 2019 no evento Never ending Summer, em Albufeira, juntamente com a banda Íris.
Em julho de 2024, foi noticiado que os Anjos haviam processado judicialmente a humorista Joana Marques, exigindo-lhe um milhão e 118 mil euros, pelo facto de, no dia 25 de abril de 2022, a humorista ter partilhado na sua página do Instagram uma montagem que escarnece da interpretação do hino nacional português por parte da dupla no Autódromo Internacional do Algarve, que tinha acontecido no dia anterior. Na montagem, a interpretação dos Anjos é intercalada com expressões faciais de desagrado por parte dos quatro jurados da 7.ª edição do Ídolos, incluindo a própria Joana Marques. Nelson Rosado, um dos elementos dos Anos, afirmou que a publicação de Marques teve um "impacto altamente lesivo". Na audiência prévia, nenhuma das partes chegou a acordo e os três intervenientes esão atualmente em julgamento. Devido ao facto de o processo judicial ter chamado ainda mais a atenção do grande público para o referido vídeo, este caso é dado como um exemplo do efeito Streisand.

## Discografia
- 1999 - Ficarei
- 1999 - Ficarei (música extra Nesta Noite Branca com Susana)
- 2000 - Ficarei - Ao Vivo
- 2001 - Espelho
- 2001 - Espelho (possui um reportório diferente do anterior)
- 2002 - Tour Viver
- 2003 - Segr3dos
- 2004 - Segr3dos Reedição
- 2005 - Alma
- 2007 - Vingança
- 2008 - 10 anos Ao vivo em Albufeira
- 2009 - Virar A Página[10]
- 2012 - Anjos Acústico
- 2016 - Anjos Feat. Kilate Dava tudo para te ter
- 2017 - Anjos - Longe[4]
- 2018 - Eterno[4]
- 2021 - Ao Vivo no Campo Pequeno
- 2022 - Estrelas de Natal